# Andaluces Levantaos
Andaluces Levantaos (en français : « Andalous, levez-vous ») est une coalition électorale de gauche constituée dans la perspective des élections du 19 juin 2022 au Parlement d'Andalousie.

## Historique
Le 2 décembre 2021, les partis Andalucía por Sí (es) (AxSí), Initiative du peuple andalou (es) (IdPA) et Más País annoncent s'être entendus pour constituer une alliance dans la perspective des élections andalouses de 2022.
Bien que Más País et IdPA aient conclu à la fin du mois d'avril 2022 un pacte avec Unidas Podemos (UPxA) en vue de former la coalition Pour l'Andalousie (PorA), AxSí fait savoir qu'il y aura bien un bulletin Andaluces Levantaos lors du prochain scrutin parlementaire.
Le coordonnateur national d'AxSí Modesto González, unique postulant, est proclamé le 28 avril candidat à la présidence de la Junte d'Andalousie. Il indique huit jours plus tard que le parti Convergence andalouse (es) (CAND) se présente sous la bannière Andaluces Levantaos.
Lors du scrutin du 19 juin 2022, la coalition obtient 0,33 % des voix.

## Partis membres
| Formation | Formation                  | Formation | Idéologie                                       |
| --------- | -------------------------- | --------- | ----------------------------------------------- |
|           | Andalucía por Sí (es)      | AxSí      | Nationalisme andalou, progressisme, fédéralisme |
|           | Convergence andalouse (es) | CAND      | Nationalisme andalou                            |

## Résultats électoraux
| Année | Chef de file     | Voix   | %    | #  | Sièges  | Gouvernement       |
| ----- | ---------------- | ------ | ---- | -- | ------- | ------------------ |
| 2022  | Modesto González | 11 963 | 0,33 | 9e | 0 / 109 | Extraparlementaire |